# Auletes
Auletes är ett släkte av skalbaggar. Auletes ingår i familjen Rhynchitidae.

## Dottertaxa tillAuletes, i alfabetisk ordning[1]
- Auletes aenea
- Auletes akinini
- Auletes albovestita
- Auletes anceps
- Auletes anthracinus
- Auletes ater
- Auletes aterrimus
- Auletes basilaris
- Auletes beckeri
- Auletes brevirostris
- Auletes bryophagus
- Auletes calceatus
- Auletes calvus
- Auletes cariniceps
- Auletes cassandrae
- Auletes castor
- Auletes congruus
- Auletes convexifrons
- Auletes cylindricollis
- Auletes decipiens
- Auletes densus
- Auletes erythroderes
- Auletes eucalypti
- Auletes euphorbiae
- Auletes filirostris
- Auletes flavipennis
- Auletes fumigatus
- Auletes gestroi
- Auletes imitator
- Auletes incanus
- Auletes inconstans
- Auletes inflaticollis
- Auletes insignis
- Auletes laterirostris
- Auletes laticollis
- Auletes latipennis
- Auletes lepigrei
- Auletes leucotrichus
- Auletes lineatopunctatus
- Auletes maculipennis
- Auletes maderensis
- Auletes major
- Auletes mariposae
- Auletes melaleuca
- Auletes melanocephalus
- Auletes melanostethus
- Auletes meridionalis
- Auletes minor
- Auletes nasalis
- Auletes nigritarsis
- Auletes nigrocyaneus
- Auletes obscurus
- Auletes orientalis
- Auletes orthorrhinus
- Auletes pallipes
- Auletes picticornis
- Auletes pilosus
- Auletes politus
- Auletes pollux
- Auletes postscutellaris
- Auletes procerus
- Auletes psilorrhinus
- Auletes puberulus
- Auletes pubescens
- Auletes puncticollis
- Auletes punctipennis
- Auletes rhynchitoides
- Auletes rhyparochromus
- Auletes rubrorufus
- Auletes rufipennis
- Auletes semicrudus
- Auletes sobrinus
- Auletes striatopunctatus
- Auletes subcalceatus
- Auletes subcoeruleus
- Auletes submaculatus
- Auletes sulcibasis
- Auletes suturalis
- Auletes testaceus
- Auletes tibialis
- Auletes tubicen
- Auletes turbidus
- Auletes uniformis
- Auletes wagenblasti
- Auletes variicollis
- Auletes variipennis
- Auletes viridis
- Auletes wymani